# Hawera
Hawera är en stad i Nya Zeeland som ligger cirka 70 kilometer sydöst om New Plymouth och cirka 90 kilometer nordväst om Whanganui på Nordön. Hawera är administrativt centrum för South Taranaki District och den näst största staden i regionen Taranaki, vid folkräkningen 2018 hade Hawera 9 792 invånare.

## Namnet
Staden fick sitt namn från maoribyn Te Hāwera som låg där Whaeroa nu ligger, 3 kilometer sydöst om dagens stad. Byn ska ha fått namnet efter en konflikt mellan två rivaliserande stammar. Den ena stammen anföll den andra nattetid och dödade alla invånare samt brände ned hela byn. Namnet kan betyda bland annat, "den brända platsen", "eldens andetag" eller "brinnande slätter".

## Historia
Området där Hawera ligger var jämförelsevis tätbefolkat redan under föreuropeisk tid. 1866 etablerades en militärbas på platsen och 1870 byggdes ett blockhus, staden växte upp runt detta under det tidiga 1870-talet.
Järnvägen från New Plymouth nådde Hawera den 20 oktober 1881 och öppnades till Foxton den 23 mars 1885.
Befolkningen växte kraftigt efter andra världskriget och fram till 60-talet men har sedan dess varit i stort oförändrad.